# Prunus trichopetala
Prunus trichopetala là loài thực vật có hoa trong họ Hoa hồng. Loài này được (Greene) Blank. miêu tả khoa học đầu tiên năm 1905.